# Großbaustelle

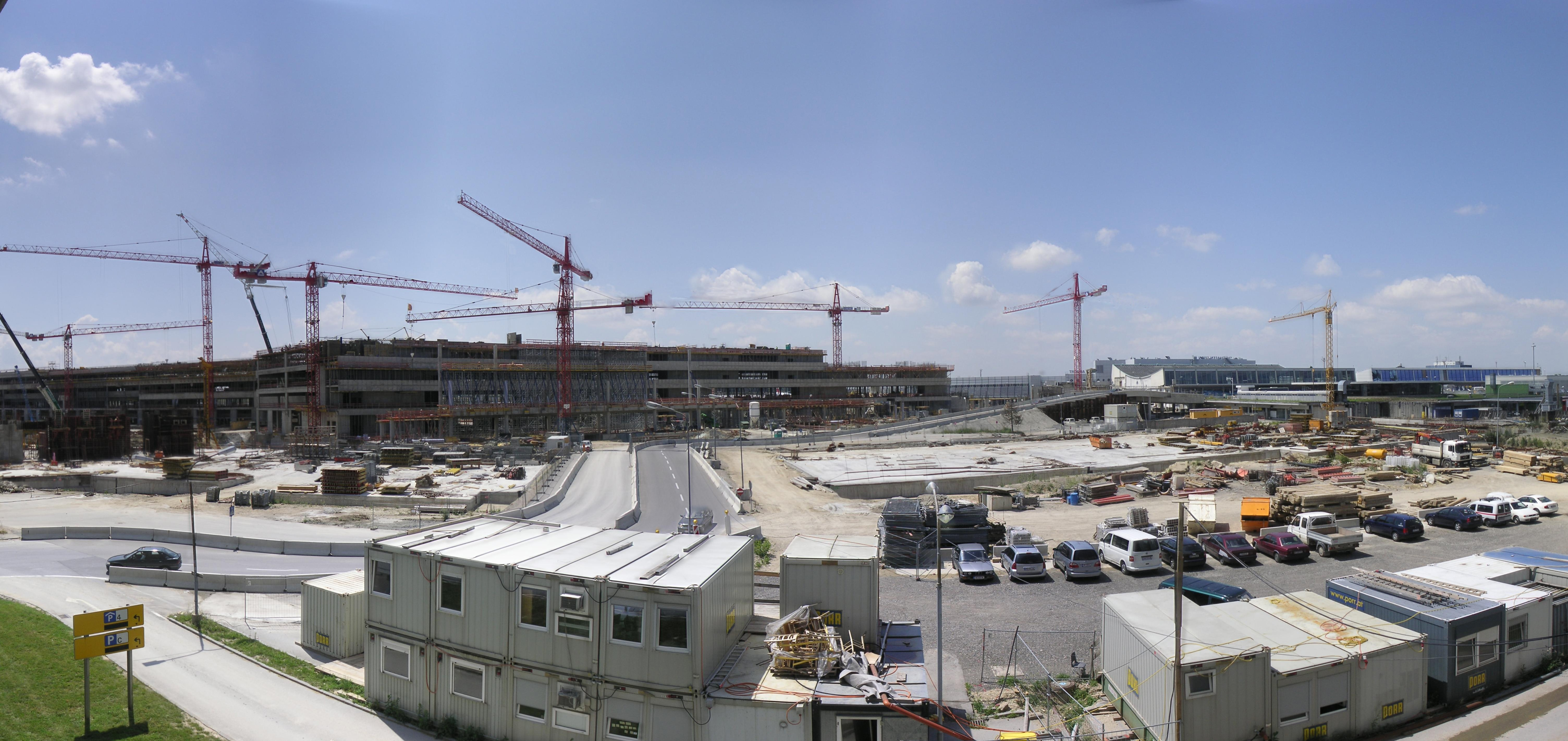
Großbaustelle am Flughafen Wien (Skylink-Terminal)

Als Großbaustelle wird eine ausgedehnte oder auf mehrere Orte verteilte Baustelle bezeichnet, deren Leitung hierarchisch in Abschnitte aufgeteilt ist.
Hauptverantwortlich ist ein Oberbauleiter (meist ein Bauingenieur oder Architekt), dem mehrere Abschnittsbauleiter zur Seite stehen. Am jeweiligen Einsatzort ist ein Bauführer (Bautechniker oder Polier) für die detaillierte Koordinierung von Personal und Material verantwortlich.
Typische Beispiele für Großbaustellen sind
- Bau von Hochhäusern oder Wohnhausanlagen mit mehreren Blöcken,
- Bau von Fabriken oder Supermärkten,
- größere Straßen-Baulose oder Wildbachverbauungen,
- Brücken- oder Tunnelbauten,
- Bau bzw. Umbau von Bahnhöfen oder Flughäfen.

Gegenüber kleineren Baustellen nimmt die Bedeutung von Absperrung (Bauzaun usw.), Zutrittskontrolle und Absicherung (Gehwege, gelagerte Baumaterialien bzw. Aushub, Arbeitsbereich von Baumaschinen und Kränen usw.) zu.
Auch die Baustellenlogistik und die Vermeidung unnötigen Baustellenlärms oder sonstiger Beeinträchtigungen der Anrainer erfordert spezielle Aufwendungen und unterliegt der amtlichen Kontrolle und periodischer Begehung.